# St. Johannes Baptist (Kammer)

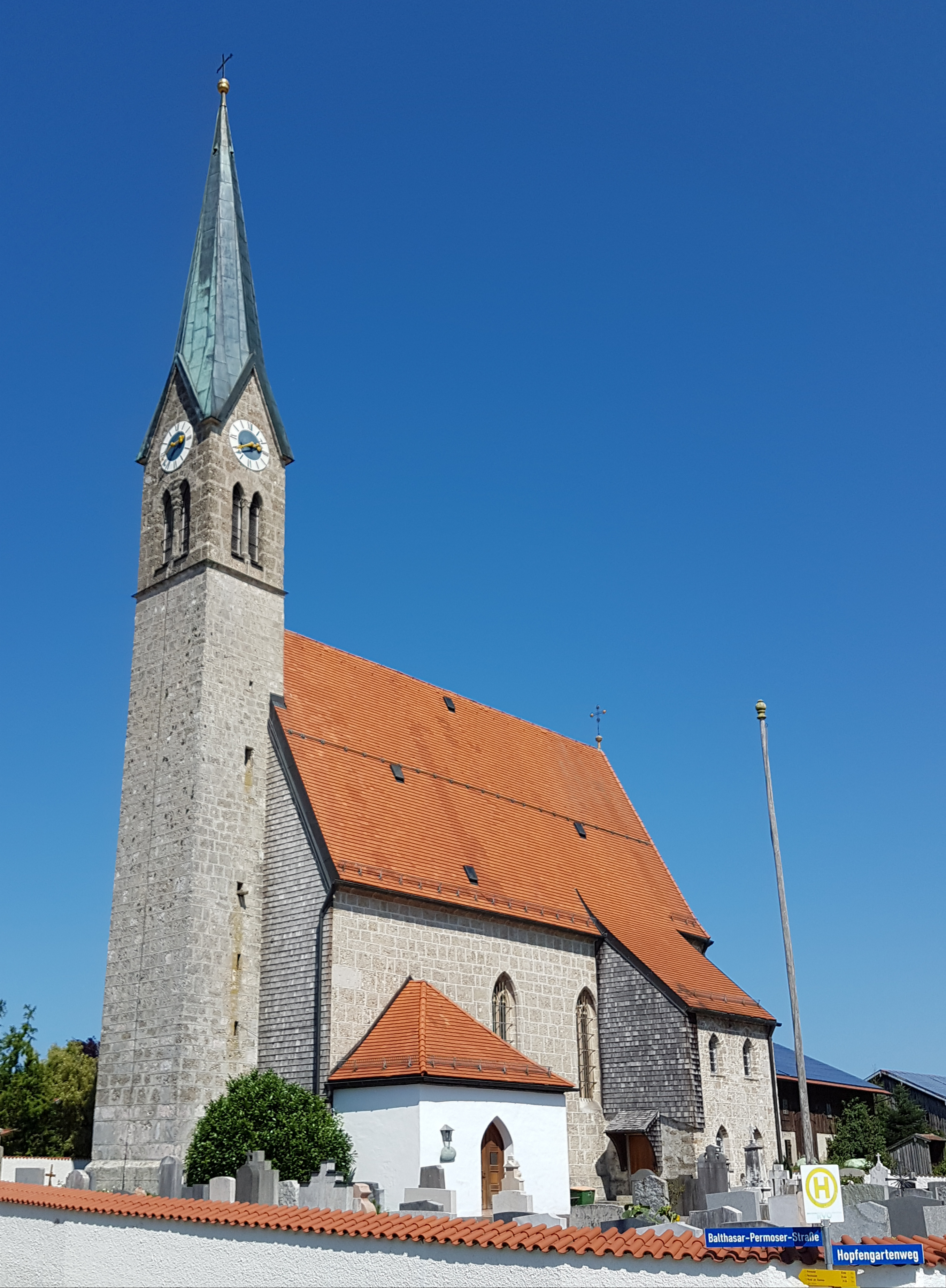
St. Johannes Baptist in Kammer

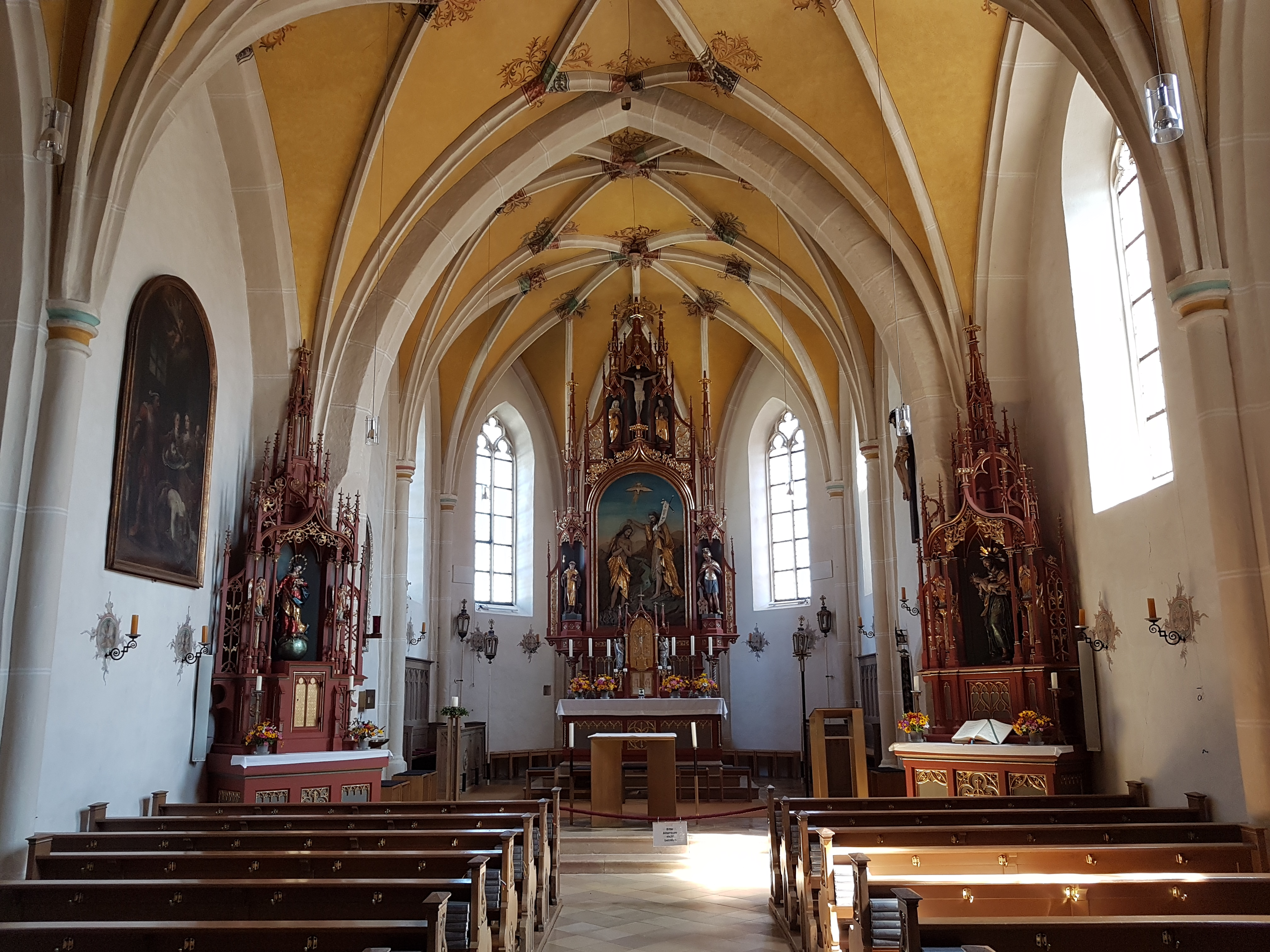
Innenraum

Die römisch-katholische Pfarrkirche St. Johannes Baptist steht in Kammer, einem Gemeindeteil der Kreisstadt Traunstein im oberbayerischen Landkreis Traunstein. Das Bauwerk ist in der Liste der Baudenkmäler in Traunstein als Baudenkmal unter der Nr. D-1-89-155-112 eingetragen. Die Kirche gehört zum Dekanat Traunstein des Erzbistums München und Freising.

## Beschreibung
Die spätgotische Saalkirche wurde 1455 anstelle eines Vorgängerbaus aus dem späten 10. Jahrhundert errichtet. Sie besteht aus dem Langhaus zu drei Jochen, dem eingezogenen Chor mit Fünfachtelschluss im Osten, der Sakristei an der Südwand des Chors, einem Vorbau mit dem Portal an der Südwand des Langhauses und dem im Westen vorgestellten Fassadenturm. Im obersten Geschoss des Turms sind Turmuhr und Glockenstuhl eingebaut; den Abschluss bildet ein 1879 aufgesetzter spitzer Helm. 
Der Innenraum ist mit einem Sterngewölbe überspannt. Der neugotische Hochaltar stammt aus der Zeit um 1870. 
Die Orgel wurde 2003 von Markus Riefle gebaut; sie hat elf Register auf zwei Manualen und Pedal.